# Johann Baptist Hacque
Johann Baptist Hacqué (auch Hakhy, Haegius, Giovanni Baptista) (* um 1634 in Antwerpen; † 1678) war kaiserlicher Hofbuchdrucker in Wien. 

## Leben
Johann Baptist Hacqué aus dem Adelsgeschlecht Hacqué wurde in Antwerpen geboren und kam 1660 nach Wien. Hacqué erhielt in 1669 ein Druck-Privileg von Leopold I. und 1671 auf Antrag der Universität Wien von der niederösterreichischen Regierung ein Privileg zum Druck einer fremdsprachigen Zeitung. Die Zeitung Il Corriere ordinario erschien zweimal wöchentlich in Italienisch.
Nach seinem Tod übernahm Johann van Ghelen die Firma.